# Anarcosindicalisme a Catalunya durant la Guerra Civil espanyola
La Catalunya anarquista o Catalunya revolucionària va ser la part de Catalunya controlada per milícies anarquistes, sindicats obrers i partits durant el transcurs de la Guerra Civil espanyola, des del fallit cop d'Estat i la conseqüent revolució social el 1936 fins a la fi del conflicte l'any 1939.
Malgrat que a l'inici de la guerra el poder restava sobre la Generalitat de Catalunya, el profund arrelament d'ideals anarcosindicalistes en les classes populars va resultar en que el control recaigués de facto sobre els sindicats majoritaris, principalment la Confederació Nacional del Treball (CNT), que aleshores estava estretament lligada amb la Federació Anarquista Ibèrica (FAI). També hi van participar altres forces d'esquerra com la Unió General de Treballadors, el Partit Obrer d'Unificació Marxista o el Partit Socialista Unificat de Catalunya, a més que col·laboraven amb el govern català, aleshores liderat per Esquerra Republicana de Catalunya.
L'inici de l'implementació de l'anarcosindicalisme es va produir amb la revolució social del 1936 i va donar lloc a col·lectivitzacions agràries, control obrer dels negocis i la indústria i atacs contra simpatitzants amb el bàndol nacional i membres de classes altes i clergat. El domini anarquista a Catalunya va entrar en conflicte dins del mateix bàndol republicà amb el PCE, que gaudia d'una creixent influència dins del govern i aspirava a nacionalitzar les col·lectivitzacions i centralitzar els esforços en la guerra. Aquestes discrepàncies van resultar en els Fets de Maig de 1937, que van desplaçar del control a la CNT i el POUM.

## Milícies confederals
Les milícies confederals van ser una milícia popular, organitzada durant la Guerra Civil espanyola per la CNT i FAI, que va tenir un important paper en la Guerra Civil i la Revolució Espanyola de 1936. Després de l'alçament de l'exèrcit del 18 de juliol de 1936 es van formar, en les zones on va fracassar la sublevació, grups armats de voluntaris civils organitzats pels partits polítics i els sindicats que es van unir a les restes de les unitats regulars de l'exèrcit i les forces de seguretat estatals que van romandre fidels a la República:
| « | Durant el període de les milícies, la pràctica desaparició de qualsevol sector de l'exèrcit, fidel al govern i el ferment revolucionari que s'estava desenrotllant per tot el país, van ser les causes de la ràpida aparició d'un improvisat exèrcit de voluntaris, disposats a acabar amb els últims reductes dels sublevats. Les estimacions més ajustades parlen de més de 100.000 milicians en tot l'Estat. La meitat d'ells pertanyien als sindicats de la CNT, 30.000 a la UGT, 10.000 al Partit Comunista, 5.000 al POUM (majoritàriament, a Catalunya). A les milícies obreres es va unir un contingent de 12.000 guàrdies d'assalt, alguns centenars de guàrdies civils, alguns milers de soldats i a penes 200 oficials de l'antic exèrcit. | » |

La formació típica d'aquestes milícies espontànies va ser la columna. La majoria dels integrants de les columnes eren anarquistes, els quals eren antimilitaristes (molts fins i tot havien estat insubmisos al servei militar) però la situació bèl·lica els va acostar a ingressar en les milícies.
El 21 de juliol de 1936 es va crear a Barcelona el Comitè Central de Milícies Antifeixistes de Catalunya i en el qual participen les distintes faccions republicanes i sindicals, tenint-hi molt pes la CNT-FAI. En dos mesos, el comitè va aconseguir organitzar a 20.000 milicians que es repartien en un front de 300 quilòmetres. El setembre de 1936 la CNT-FAI, els diversos partits democràtics i la Generalitat republicana d'ERC pacten la dissolució del Comitè Central de Milícies Antifeixistes de Catalunya per tractar d'acabar amb les violències que protagonitzaven arreu les seves patrulles de control. L'autoritat sobre aquestes va passar a mans d'un nou organisme del govern creat expressament: la Junta de Seguretat Interior de Catalunya, que es va deixar en mans del cenetista i faista Aurelio Fernández. Les unitats militars es van incorporar a l'Exèrcit Popular de Catalunya creat el desembre de 1936 i al març de 1937 els van incorporar a l'Exèrcit Popular de la República.

## Generalitat de Catalunya i Govern d'Espanya
El 1936, el principal moviment anarquista, CNT-FAI, va decidir, després de diverses negatives, col·laborar amb el govern català (Generalitat) de Lluís Companys. En el Govern d'Espanya van estar al seu torn, Joan García Oliver va esdevenir Ministre de Justícia (que va abolir els honoraris jurídics i va destruir els expedients penals), Diego Abad de Santillán va esdevenir Ministre d'Economia, i Frederica Montseny va esdevenir Ministra de Salut, per a anomenar uns pocs casos. Durant la Guerra Civil espanyola, molts anarquistes fora d'Espanya van criticar a la CNT-FAI per entrar en el govern i comprometre's amb elements comunistes en el bàndol republicà. De fet, durant aquests anys, el moviment anarquista a Espanya va renunciar a molts dels seus principis bàsics, no obstant això, dins d'Espanya es va considerar que es tractava d'un ajust temporal, i que una vegada que Franco fora derrotat, tornaria a la seua manera llibertària.
Va haver-hi també preocupació entre els anarquistes amb el creixent poder dels comunistes en el si del govern. Montseny més tard va explicar:
| « | En eixe moment només es va veure la realitat de la situació creada per nosaltres: els comunistes en el govern i nosaltres fora d'aquest, les múltiples possibilitats, i tots els nostres èxits en perill d'extinció. | » |

De fet, alguns anarquistes fora d'Espanya veien la seua concessions, necessàries tenint en compte l'ombrívola possibilitat de perdre tot si els feixistes guanyaven la guerra. Emma Goldman va dir:
| « | Amb Franco a les portes de Madrid, difícilment puc culpar a la CNT-FAI per l'elecció d'un mal menor: la participació en el govern en compte de la dictadura, el més mortífer malament. | » |

Fins al dia d'avui, el tema continua sent controvertit entre els anarquistes.

## Col·lectivitats i revolució
La col·lectivitat, a Espanya, era cada una de les institucions economicosocials que inspirades en els principis anarcosocialistes es van formar durant la situació revolucionària que va acompanyar a la guerra civil en diversos punts de la geografia espanyola. Dos dels casos més coneguts van ser les empreses col·lectivitzades en la ciutat de Barcelona i les col·lectivitats agràries d'Aragó. A Barcelona les col·lectivitats van exercir un paper empresarial semblant a les cooperatives d'autogestió. Serveis de la ciutat com els transports urbans van ser gestionats per col·lectivitats, fins i tot llocs com hotels, barberies, i restaurants van ser col·lectivitzats i administrats pels seus treballadors.
Després de l'inici de la guerra, gran part de l'economia d'Espanya va ser posada davall control obrer per mitjà de col·lectivitats, en bastions anarquistes com Catalunya, la xifra va aconseguir el 75%, però va ser inferior en les zones amb una forta influència socialista i marxista. Les fàbriques es van gestionar a través de comitès de treballadors (aquest sistema va permetre abaixar les tarifes d'alguns servicis i apujar els salaris més baixos); i les explotacions agràries es van convertir en zones col·lectivitzades i van funcionar com a comunes agrícoles. En alguns casos el diner estatal es va substituir per vals de treball.
Les zones de treball tot just "alliberades" es van regir sota principis anarcosocialistes, les decisions es van realitzar a través de consells dels ciutadans evitant la burocràcia formal. A més de la revolució econòmica, va haver-hi un esperit de la revolució social. Algunes tradicions es van considerar com "opressores" i van ser fetes desaparèixer. Per exemple, la idea d'"amor lliure" es va fer popular.

## Contrarevolució
Durant la Guerra Civil, el Partit Comunista d'Espanya va adquirir considerable influència a causa de la dependència de subministraments de la Unió Soviètica. Comunistes i demòcrates del bàndol republicà van fer un considerable esforç per a esclafar la revolució anarquista, tant les seues forces militars com els seus projectes econòmics, aparentment per a reforçar la lluita contra la força feixista (la resposta anarquista va ser, "La revolució i la guerra són inseparables").
Aquestes tensions, que van incloure una campanya de difamació dels comunistes contra els anarquistes (en la qual va col·laborar la premsa internacional d'esquerra), van portar fins i tot a enfrontaments violents amb els comunistes com els fets de maig a Barcelona i assassinats polítics, una guerra civil dins de la guerra civil on es van imposar els estalinistes, amb el beneplàcit de les autoritats republicanes, que segons alguns autors va desmotivar a molts dels milicians i col·laboradors amb el bàndol republicà i li va restar força.